# Мисленицький повіт
Мисленицький повіт (пол. powiat myślenicki) — один з 19 земських повітів Малопольського воєводства Польщі.
Утворений 1 січня 1999 року в результаті адміністративної реформи.

## Загальні дані
Повіт знаходиться у центральній частині воєводства.
Адміністративний центр — місто Мислениці.
Станом на 1.01.2008 населення становить 118 066 осіб, площа 673,08 км².

## Демографія
Демографічні дані повіту станом на 30.06.2005:
|       | Всього  | Всього | Жінки  | Жінки | Чоловіки | Чоловіки |
| ----- | ------- | ------ | ------ | ----- | -------- | -------- |
|       | осіб    | %      | осіб   | %     | осіб     | %        |
| Повіт | 116 077 | 100    | 58 399 | 50,2  | 57 678   | 49,7     |
| Міста | 30 479  | 100    | 15 677 | 51,4  | 14 802   | 48,6     |
| Села  | 85 598  | 100    | 42 722 | 49,9  | 42 876   | 50,1     |